# IC 2341
IC 2341 ist eine Elliptische Galaxie mit aktivem Galaxienkern vom Hubble-Typ E/S0 im Sternbild Krebs auf der Ekliptik. Sie ist schätzungsweise 226 Millionen Lichtjahre von der Milchstraße entfernt und hat einen Durchmesser von etwa 90.000 Lichtjahren.
Im selben Himmelsareal befinden sich u. a. die Galaxien NGC 2569, NGC 2570, IC 2338, IC 2339.
Das Objekt wurde am 2. März 1896 Stéphane Javelle entdeckt.